# Station Verona Porta Nuova
Station Verona Porta Nuova is een spoorwegstation in Verona (Italië). Verona Porta Nuova is het hoofdstation van de stad en gelegen bij het stadscentrum.